# Ексклюзивні видання
Ексклюзивні видання — виняткові видання, які створюють видавці з метою привернення до них уваги громадськості за рахунок оригінальності теми чи поліграфічного виконання. Такі видання хоч і розраховані на обмежену кількість покупців, але мають попит на книговидавничому ринку.